# The Power of Nightmares

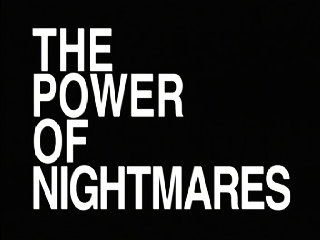
Titelscherm van "The Power of Nightmares".

The Power of Nightmares is een driedelige documentaire van de Engelse filmmaker Adam Curtis die de simultane opkomst van de neoconservatieve beweging in de Verenigde Staten en het moslimfundamentalisme in (voornamelijk) het Midden-Oosten sinds de jaren 50 in beeld brengt. De documentaire laat vervolgens de ontwikkeling van en interactie tussen beide stromingen zien, cumulerend in de terroristische aanslagen op 11 september 2001 en de huidige 'Oorlog tegen het terrorisme'. De drie delen werden eind oktober 2004 voor het eerst door de BBC uitgezonden en in januari 2005 herhaald.

## Verhaallijn

### Deel 1 - Baby It's Cold Outside
In de jaren '50 zagen zowel Sayyid Qutb, een Egyptische ambtenaar die revolutionair werd, als Leo Strauss, een Amerikaanse professor in de politieke filosofie dat het westerse liberalisme de moraal en de maatschappij aanvrat. Qutb was naar de Verenigde Staten gekomen om meer te leren over het publieke onderwijssysteem maar verafschuwde de maatschappij die hij te zien kreeg. Beide argumenteerden dat radicale maatregelen, inclusief misleiding (en volgens Qutb zelfs geweld), gerechtvaardigd waren om weer gedeelde normen en waarden in de maatschappij te verkrijgen. Hun argumenten hebben zowel de radicale islam als de neoconservatieve stroming sterk beïnvloed. Hoge Amerikaanse ambtenaren, beïnvloed door het neoconservatisme, geloofden dat het communisme een kwaadaardige kracht was waartegen de VS als goedaardige kracht neergezet moest worden. De propaganda op dit terrein bestond onder andere uit Donald Rumsfeld's overschatting van de militaire technologie en macht van de Sovjet-Unie en de door nieuwe directeur van de CIA, William Casey, ondersteunde aanname dat diverse terroristische organisaties werden gesteund door de Sovjet-Unie. Hiervan toont de documentaire dat dit onjuist was en de specialisten binnen de CIA dit ook wisten. Een deel van het bewijs voor de Sovjet-betrokkenheid bij terrorisme kwam uit propaganda die door de CIA zelf was gefabriceerd, maar deze redenering kreeg geen gehoor bij de directeur van de CIA.
Ondertussen werd Qutb een invloedrijk persoon in de Moslimbroederschap in Egypte en werd hij enige jaren in de gevangenis gezet nadat leden van de broederschap hadden geprobeerd President Nasser te vermoorden.
Dit deel is voor het eerst uitgezonden op 20 oktober 2004. De titel is ontleend aan een populair lied dat Qutb hoorde spelen op een dansavond voor jonge mensen, hetgeen hij zag als symptomatisch voor het immorele van de Amerikaanse maatschappij.

### Deel 2 - The Phantom Victory
In de jaren 80 trokken de islamitische Moedjahedien en de neoconservatief geïnspireerde Amerikaanse regering onder Reagan tijdelijk met elkaar op tegen een gezamenlijke vijand: de Sovjet-Unie en het door de Sovjet-Unie gesteunde bewind in Afghanistan. Hoewel het systeem in de Sovjet-Unie als gevolg van de stagnatie van haar economie al op haar laatste benen liep, waren beide groepen er achteraf van overtuigd dat hun acties in Afghanistan de doorslaggevende factor waren die tot de ondergang van de Sovjet-Unie hebben geleid.
Echter, andere pogingen van de islamistische fundamentalisten om islamistische revoluties tot stand te brengen, faalden en tegelijkertijd verloren de neoconservatieven hun invloed toen het presidentschap eerst naar George H.W. Bush en vervolgens naar Bill Clinton ging. Beide groepen, beseffende geen blijvende politieke invloed te hebben verkregen, identificeerden nieuwe doelen om zich op te richten. De neoconservatieven gingen over tot het systematisch demoniseren van Clinton terwijl de islamistisch fundamentalisten besloten dat ook degenen die niet met hen mee hadden gevochten een legitiem doelwit voor geweld waren geworden.
Dit deel werd voor het eerst uitgezonden op 27 oktober 2004.

### Deel 3 - The Shadows in the Cave
Eind jaren 90 zette de Taliban trainingskampen op in Afghanistan voor islamistische strijders. Hoewel de meeste van hen alleen geïnteresseerd waren in de strijd in hun thuisland, betaalden Osama bin Laden en Ayman al-Zawahiri, de voorman van de Egyptische Islamitische Jihad en volgeling van Sayyid Qutb, de Taliban om vrijwilligers in de kampen te rekruteren voor aanvallen op de V.S.. De openbare aanklagers die de aanval op de Amerikaanse Ambassade in 1998 onderzochten, geloofden dat deze door bin Laden was georganiseerd en wilden hem bij verstek veroordeeld krijgen door aan te tonen dat hij aan het hoofd stond van een criminele organisatie. Jamal al-Fadl, een voormalig medewerker van bin Laden, beschreef hen een dergelijke organisatie, welke door de onderzoekers al Qaida werd genoemd. Terwijl bin Laden hoogstwaarschijnlijk wel de aanval had gesteund had hij geen organisatie waaraan hij bevelen kon geven; het lijkt erop dat al-Fadl de onderzoekers had verteld wat ze wilden horen in ruil voor geld en opname in een getuigenbeschermingsprogramma. Hetzelfde bleek aan de hand bij de aanvallen op 11 september: bin Laden zorgde wel voor de fondsen en enkele vrijwilligers om de aanvallen uit te voeren maar de planning was in handen van Khalid Shaikh Mohammed.
Na deze aanvallen waren de neoconservatieven in staat George W. Bush over te halen om een oorlog tegen het terrorisme te beginnen en al Qaida af te schilderen als internationaal netwerk van terroristen. Door de oorlog in Afghanistan verloor bin Laden zijn voornaamste bron van vrijwilligers maar gelijktijdig werden velen in de Taliban-kampen gedood of gevangengenomen die niets met bin Laden van doen hadden. Het verhaal circuleerde dat bin Laden en een kern van directe medewerkers zich verschanst hadden in het ondergrondse en technologisch geavanceerde complex in Tora Bora. Niets van dit is ooit gevonden. Al-Quaeda kon niet gevonden worden, want het bestond niet; het enige dat islamistische terroristen onderling verbindt is hun ideologie maar niet een organisatie die met wortel en tak uitgeroeid kan worden.
De aanhouding van diverse terrorismeverdachten in Amerika na de aanslagen in september 2001 leidden niet tot enig bewijs van het bestaan van terroristische netwerken met sleeper cells, maar toonden veeleer dat er bij de onderzoekers een hoop fantasie aanwezig was. Gelijktijdig leidden diverse arrestaties in Engeland op basis van de nieuwe terrorismewetgeving slechts tot drie veroordelingen en alleen voor financiering. Veel van de media-aandacht voor potentiële terroristische aanvallen zijn speculatief en sensatiebelust. Bijvoorbeeld, een terroristische aanval met een radioactief wapen, in de media de dirty bomb genoemd, zou nauwelijks slachtoffers maken ten gevolge van radioactieve neerslag, omdat het radioactieve materiaal slechts weinig verspreid zou worden door een gewone explosie. De neoconservatieven verdachten echter Irak van het financieren van islamistisch terrorisme. Een nieuwe vijand was gevonden.
Dit deel is voor het eerst uitgezonden op woensdag 3 november 2004.

## Distributie
The Power of Nightmares werd voor het eerst uitgezonden door de BBC in het najaar van 2004 op drie achtereenvolgende avonden en herhaald in januari 2005 eveneens op drie opeenvolgende avonden. Het derde deel uitgezonden in januari 2005 was geüpdatet met de uitspraak van de House of Lords in december 2004 dat het vasthouden van buitenlandse terrorisme verdachten zonder vorm van proces onrechtmatig is.
Het programma is niet te zien geweest op de Amerikaanse televisie. Curtis zei hierover:
"Iets vreemds is gebeurd met de Amerikaanse televisie sinds 11 september. Een hoofd van een van de grote netwerken, die beter ongenoemd kan blijven, zei mij dat er geen enkele mogelijkheid was dat ze dit konden uitzenden. Hij zei: 'wie ben jij om dit te beweren?' en voegde daaraan toe: 'We worden afgeslacht als we dit uitzenden.' Toen ik in New York was heb ik aan het hoofd documentaires van HBO een dvd met deze serie gegeven. Ik heb er nooit meer iets van gehoord.".
Een bewerkte versie van twee en een half uur is getoond op het filmfestival van Cannes in mei 2005, waarbij Pathé de wereldwijde distributierechten opkocht.
In Canada werd The Power of Nightmares uitgezonden in april 2005 door CBC Newsworld.
Er is geen DVD van het programma beschikbaar, maar het programma kan worden gedownload van onder andere de Internet Archive.

## Kritiekpunten
Hoewel de feiten in de documentaire goed onderbouwd zijn, heeft de documentaire nogal wat kritiek te verduren gehad. Adam Curtis heeft in een interview delen van die kritiek beantwoord. Wat overblijft is de kritiek dat acties van personen achteraf veelal op verschillende wijze te interpreteren zijn en in de documentaire worden deze uiteraard geïnterpreteerd vanuit het gezichtspunt van de maker.